# Ixodes evansi
Ixodes evansi är en fästingart som beskrevs av Joseph Charles Arthur 1956. Ixodes evansi ingår i släktet Ixodes och familjen hårda fästingar. Inga underarter finns listade i Catalogue of Life.